# Arden N. Frandsen
Arden N. Frandsen (* 4. Februar 1902 als Arden Niels Frandsen in Redmond, Sevier County, Utah; † 13. Februar 2002 in Logan, Cache County, Utah) war ein US-amerikanischer Psychologe.

## Leben

### Familie und Ausbildung
Der aus der im Bundesstaat Utah gelegenen Kleinstadt Redmond gebürtige Arden N. Frandsen, Sohn des Niels Frandsen sowie dessen Ehefrau Algie geborene Anderson, schloss 1921 die Salina High School ab. Danach wandte er sich dem Studium der Psychologie an der University of Utah zu, 1927 erwarb er den akademischen Grad eines Bachelor of Science, 1929 jenen eines Master of Science. Im Jahre 1932 wurde er an der University of Montana zum Ph. D. promoviert. Arden N. Frandsen erhielt den Diplomate Status des American Board of Examiners in Professional Psychology.
Arden N. Frandsen heiratete im September 1933 Phyllis J. Jorgenson (1905–1997). Aus dieser Ehe entstammte die Tochter Julia Ann. Arden N. Frandsen starb im Februar 2002 knapp nach Vollendung seines 100. Lebensjahres in Logan.  Er wurde neben seiner Frau auf dem Logan City Cemetery beigesetzt.

### Beruflicher Werdegang
Nach einer Anstellung als Lehrer, gefolgt von einem Staatsdienst in Montana in Gefängnissen und psychiatrischen Kliniken, wurde Frandsen 1933 in der Funktion eines Assistenzprofessors für Psychologie an die University of Utah verpflichtet. 1936 folgte er einem Ruf als Professor für Psychologie an die Utah State University nach Logan. Zusätzlich wurde ihm die Leitung des Department of Psychology übertragen, die er 1967 niederlegte. Arden N. Frandsen wurde 1972 emeritiert. Unterbrochen wurden diese Tätigkeiten von 1947 bis 1949 durch eine außerordentliche Professur der Psychologie an der Purdue University.  
Darüber hinaus lehrte er als Gastprofessor an den Summer Courses des San Jose State College, des College of Education der New York University, des Plattsburgh State College, der University of Illinois und der Cornell University.
Arden N. Frandsen wurde zum Fellow der American Psychological Association sowie zum Mitglied der National Society for the Study of Education und der Sigma Xi gewählt. Er zählt zu den führenden Schul- und Lernpsychologen der USA seiner Zeit.  

## Schriften
- The influence of the pleasant and unpleasant connotations of words upon the efficiency with which children learn to spell them, M.S. Dept. of Psychology, University of Utah,  Salt Lake City, Utah, 1929
- An eye-movement study of objective examination questions, in: Genetic psychology monographs. : v. 16, no. 2, Clark University, Worcester, Mass., 1934
- The Wechsler-Bellevue intelligence scale and high school achievement, in: Journal of applied psychology. : v. 34, no. 6, American Psychological Association, Washington, 1950, S. 406–411.gg
- A Note on Wiener's Coding of Kuder Preference Record Profiles, in: Educational and Psychological Measurement. : v. 12, no. 1, Durham, N.C., 1952, S. 137–139.
- How children learn: an educational psychology, McGraw-Hill Series in education, McGraw-Hill, New York, 1957
- Educational psychology, in: McGraw-Hill Series in education, McGraw-Hill, New York, 1961
- Instructor's manual for Educational psychology; the principles of learning in teaching, in: McGraw-Hill Series in education, McGraw-Hill, New York, 1961
- Group facilitation of individual learning, in: Psychology in the Schools. : v. 6, no. 3, Wiley Subscription Services, Inc., Hoboken, N.J., 1969, S.  292–297.